# Rajon Chust
Der Rajon Chust (ukrainisch Хустський район Chustskyj rajon; russisch Хустский район Chustski rajon) ist eine Verwaltungseinheit im äußersten Westen der Ukraine und gehört zur Oblast Transkarpatien.
Er entstand im Rahmen der administrativ-territorialen Reform im Jahr 2020 auf dem Gebiet der aufgelösten Rajone Chust und Mischhirja, dem Großteil des Rajons Irschawa, eines kleinen Teils des Rajons Swaljawa sowie der bis Juli 2020 unter Oblastverwaltung stehenden Stadt Chust.

## Geographie
Der Rajon liegt zentral in der Oblast Transkarpatien. Er grenzt im Norden an den Rajon Stryj (Oblast Lwiw) und an den Rajon Kalusch (Oblast Iwano-Frankiwsk), im Osten an den Rajon Tjatschiw, im Süden an Rumänien, im Südwesten an den Rajon Berehowe und im Nordwesten an den Rajon Mukatschewo.
Die Waldkarpaten prägen die Landschaft. Die Flüsse Borschawa und Irschawa durchfließen den Rajon zur Theiß im Süden.

## Administrative Gliederung
Auf kommunaler Ebene ist der Rajon in 13 Hromadas (2 Stadtgemeinden, 2 Siedlungsgemeinden und 9 Landgemeinden) unterteilt, denen jeweils einzelne Ortschaften untergeordnet sind.
Zum Verwaltungsgebiet gehören:
- 2 Städte
- 2 Siedlungen städtischen Typs
- 139 Dörfer

Die Hromadas sind im Einzelnen:
- Stadtgemeinde Chust
- Stadtgemeinde Irschawa
- Siedlungsgemeinde Mischhirja
- Siedlungsgemeinde Wyschkowo
- Landgemeinde Bilky
- Landgemeinde Dowhe
- Landgemeinde Drahowo
- Landgemeinde Horintschowo
- Landgemeinde Kerezky
- Landgemeinde Kolotschawa
- Landgemeinde Pylypez
- Landgemeinde Saritschtschja
- Landgemeinde Synewyr